# معركة أبين (2015)
حملة أبين هي معارك واشتباكات تهدف للسيطرة على محافظة أبين في اليمن، من قبل الحوثيين والجيش المؤيد لعلي عبد الله صالح من طرف، وفي الطرف الآخر القوات الموالية للرئيسي اليمني عبد ربه منصور هادي ولجان المقاومة الشعبية من طرف آخر.
في 11 أغسطس أكملت القوات الموالية للحكومة الرسمية والرئيس عبد ربه منصور هادي سيطرتها على محافظة أبين،  بعد سيطرتهم على زنجبار عاصمة محافظة أبين ومقر اللواء 115 مشاة في 10 أغسطس.

## الحملة
في 26 مارس، أعلن اللواء 115 مشاة في لودر، دعمه للحوثيين. في المقابل، أعلن اللواء 111 مشاة في مديرية أحور، دعمه للرئيس هادي بعد خمسة أيام. وبالإضافة إلى ذلك تعهد تنظيم القاعدة في جزيرة العرب بقتال الحوثيون، ولكنه أوضح أنه ليس موالي للرئيس هادي.
استولى الحوثيون في 27 مارس على مدينة شقرة على بحر العرب، مطبقين بذلك الحصار الكامل على جميع مداخل عدن حيث معركة عدن (2015)،  ولكنهم واجهوا مقاومة من القوات المؤيدة لهادي ومن تنظيم القاعدة في جزيرة العرب المتشددين.
وبدأت الطائرات الحربية من قوات التحالف التي تقودها السعودية أرباك الحوثيين الذين يقومون بنقل معدات وآليات ثقيلة ومركبات نحو عدن، وكانت الضربات الجوية أوقفت قافلة من شقرة في وقت مبكر يوم 28 مارس.
وسيطر الحوثيين على زنجبار في 29 مارس، وقتل 20 شخصا في الاشتباكات للسيطرة على المدينة. وجرت اشتباكات عنيفة بين مقاتلي القبائل والحوثيين للسيطرة على معسكر للجيش وملعب لكرة القدم في المدينة. في 3 أبريل، دخلت قوات الحوثيين مناطق جعار، ولودر وشقرة. وقالت مصادر عسكرية موالية للرئيس هادي ان اللواء 111 مشاة قطع الإمدادات عن الحوثيين وحلفائهم في 7 أبريل، لكن مصدر في اللواء 15 مدرع الموالي للحوثيين قال ان الإمدادات ما زالت مستمرة من محافظة البيضاء شمال أبين. واندلع قتال متواصل طوال اليوم في لودر، في حين ذكر أن القوات الموالية لهادي محاصرت قاعدة للجيش موالية للحوثيون.
وقتل 29 شخصاً من الحوثيون على الأقل في 25 أبريل في هجمات في أنحاء المحافظة، وفقاً لمصادر مؤيدة للرئيس هادي.

### تقدم المقاومة
في 10 أغسطس 2015 سيطر الجيش ولجان المقاومة على زنجبار عاصمة محافظة أبين ومقر اللواء 115 مشاة.